# Berneuil-sur-Aisne
 Berneuil-sur-Aisne  là một xã thuộc tỉnh Oise trong vùng Hauts-de-France phía bắc Pháp. Xã này nằm ở khu vực có độ cao trung bình 45 mét trên mực nước biển.